# Haus Gesselen

Grundriss des Hauses

Das Haus Gesselen, auch Haus te Gesselen genannt, ist ein ehemaliges Rittergut in Wetten, einem Ortsteil der niederrheinischen Stadt Kevelaer. Es steht am rechten Ufer der Niers und zählt zu den am vollständigsten erhaltenen Herrensitzen am Niederrhein. Über verschiedene Adelsgeschlechter kam es im 17. Jahrhundert schließlich an die Grafen von Hoensbroech, die das Anwesen nicht als Wohnsitz nutzten, sondern zu landwirtschaftlichen Zwecken verpachteten. Im Laufe der nachfolgenden Jahre nagte der Zahn der Zeit am Herrenhaus der Anlage, und die Grundwasserabsenkung durch die Regulierung der Niers in den 1930er Jahren tat ihr Übriges, sodass Haus Gesselen in den 1980er Jahren einsturzgefährdet war. Aufwändige Sanierungs- und Restaurierungsarbeiten ab 1987 retteten das Baudenkmal vor dem endgültigen Verfall. Das Haus befindet sich in Privatbesitz und ist nur während öffentlicher Veranstaltungen zu besichtigen.

## Geschichte
Die Anlage fand mit „Arnoldus miles te Gestelen“ 1247 erstmals urkundlich Erwähnung. Zu jener Zeit war sie ein geldrisches Lehen. Im Jahr 1349 wurde mit der „molen te Ghestelen“ eine zum Anwesen gehörende Mühle erwähnt. 1403 befand sich Haus Gesselen im Besitz des Derik von Pallant, dessen Enkelin Aleyd es 1498 an ihren Mann Arndt von Eyll brachte. Zu jener Zeit bestand die Anlage bereits aus einem Herrenhaus, einer Vorburg und zwei Mühlen. Zuvor war es 1424 erstmals als Haus („huys tot Gestelen“), also als befestigter Adelssitz, erwähnt worden. Nach Arnd von Eyll folgten seine zwei Söhne als Besitzer.
Über die Erbtochter Loeffe kam der Besitz an deren Mann Wilhelm von Hornum. Der wollte sein Haus im Achtzigjährigen Krieg spanischen Truppen zur Verfügung stellen, doch der in niederländischen Diensten stehende Gouverneur Gelderns, der Freiherr Johann Philipp von Hohensax, durchkreuzte die Pläne, indem er Haus Gesselen am 17. Juli 1584 angreifen und brandschatzen ließ. Von Hornum wurde gefangen genommen und erst nach einer Lösegeldzahlung von 6000 Gulden im Dezember des Jahres wieder freigelassen. Das stark beschädigte Gebäude wurde schon bald nach 1584 wieder instand gesetzt und 1615 umgebaut sowie erweitert. In diesem Zuge wurde auch der einstige Treppenturm an der Ostecke abgerissen.
1648 erhielt Lyffart von Asselt die Belehnung mit Haus Gesselen. Sein Sohn Lyffart Engelbert verkaufte es 1668 an Christian Meenen, der es instand setzte und eine weitere Ölmühle erbaute. Anschließend veräußerte er die Anlage 1671 an Arnold Adriaan von und zu Hoensbroech, dem auch schon Schloss Hoensbroek und Schloss Haag gehörten. Da seine Familie das Haus deshalb nicht als Wohnsitz nutzte, blieb Gesselen ab diesem Zeitpunkt nur noch ein Pachthof, der als landwirtschaftlicher Betrieb geführt wurde. Im 18. Jahrhundert besaß er als Rittergut die Landtagsfähigkeit. Die seit 1440 nachweisbare Vorburg wurde durch modernere Gebäude ersetzt.
Im Jahr 1932 erwarb die Familie Deselaers das Anwesen. Wegen der in den 1930er Jahren vorgenommenen Regulierung der Niers und der gleichzeitigen Einebnung der Wassergräben kam es zu einer dramatischen Absenkung des Grundwasserspiegels, infolgedessen die Pfahlroste des Hauses zu verfaulen begannen. Die gesamte Bausubstanz war enorm instabil und die daraus resultierenden, erheblichen Mauerschäden wurden in den 1950er und 1960er Jahren erstmals provisorisch ausgebessert. Die Standfestigkeit des Gebäudes wurde jedoch erst bei Restaurierungen seit Ende der 1980er Jahre durch stabilisierende Betonpfähle dauerhaft wiederhergestellt. Die Arbeiten dazu wurden von dem Ehepaar Keuck veranlasst, das 1987 Eigentümer des Hauses geworden war. Die beiden retteten den alten Rittersitz vor dem endgültigen Untergang. Im Winter 2016/2017 veräußerte Familie Keuck das Anwesen aus Altersgründen. Wie sie ist die neue Eigentümerin dem Erhalt der historischen Substanz verpflichtet und öffnet das Haus bei besonderen Anlässen wie Kunstausstellungen für die Öffentlichkeit.

## Beschreibung
Haus Gesselen ist ein zweigeschossiger gotischer Winkelbau, dessen Kern aus dem 15. Jahrhundert stammt und der zu Beginn des 17. Jahrhunderts zu einem Gebäude mit quadratischem Grundriss erweitert wurde. Der über 20 Meter hohe Backsteinbau verdeutlicht sehr gut, wie ein spätmittelalterliches festes Haus ausgesehen hat. Sein unterkellerter Teil besitzt eine Decke mit flachem Tonnengewölbe. Am älteren Teil des Hauses ist an der Außenfassade das Erdgeschoss vom Obergeschoss auf Höhe von dessen Fensterbrüstungen durch ein schlichtes Gesims aus Backstein abgesetzt. Darunter finden sich Konsolsteine und Mauerlöcher. Sie sind die Überreste eines ehemals vorhandenen Wehrgangs aus Holz, der das gesamte Haus umgab und dessen Zugang sich vermutlich im Obergeschoss befand.
Sie südliche Hälfte des Gebäudekubus’ besitzt an der Ost- und Westseite gotische Treppengiebel, deren Wände 75 cm dick sind und – genauso wie die heutigen Fensteröffnungen – wohl noch vom Wiederaufbau des Hauses kurz nach 1584 stammen. Das dazwischenliegende Satteldach mit Speicher und darüber liegendem Spitzboden besitzt einen Pfettendachstuhl, der vollkommen ohne Metallnägel auskommt. Der nach Norden weisende Giebel des mittelalterlichen Kernbaus besitzt eine geschweifte Form, die wohl aus einer Überarbeitung des einstigen Treppengiebels resultiert.
Das nordöstliche Viertel des Hauses mit seinem dreifach geschweiften Giebel stammt aus dem Jahr 1615, wie seine Maueranker belegen. Obwohl genauso hoch wie die übrige Bausubstanz, besitzt dieser Gebäudeteil nicht nur zwei, sondern drei Geschosse.
Im Inneren ist vor allem das restaurierte Obergeschoss von kunsthistorischem Interesse. Während die meisten Innenmauern aus Fachwerk bestehen, weisen die wenigen gemauerten Backsteinwände einen Rundbogenfries auf. Gemeinsam mit einem vermauerten Kreuzstockfenster zeugen sie davon, dass sie vor 1615 einmal Außenmauern waren und erst durch die Erweiterung zu Innenwänden wurden. Dieser Umstand erklärt auch eine runde Aussparung in der Nordmauer des Südbaus. Sie erinnert an den dort einst stehenden Treppenturm, der im Zuge des Umbaus abgerissen wurde.
Kunsthistorisch bedeutend sind zwei offene, spätgotische Kamine im südlichen „Altbau“, von denen derjenige im sogenannten Rittersaal in das Jahr 1461 datiert. Die Auskleidung ihrer Rückwände besteht aus reliefierten Terrakotta-Formziegeln, die figürliche Verzierungen aufweisen. Die Ziegel stammen aus der zweiten Hälfte des 16. Jahrhunderts und zeigen als Motive die Bekehrung des heiligen Hubertus, die Kreuzigung und auf Steckenpferden reitende Kinder. Vergleichbare Verkleidungen gibt es auch auf Burg Brüggen und auf Schloss Rheydt, jedoch sind die Ziegel von Haus Gesselen die besterhaltenen ihrer Art im gesamten Rheinland.